# Sloveatîn, Berejanî
Sloveatîn (în ucraineană Слов'ятин) este localitatea de reședință a comunei Sloveatîn din raionul Berejanî, regiunea Ternopil, Ucraina.

## Demografie
Componența lingvistică a localității Sloveatîn
     Ucraineană (99,66%)
     Alte limbi (0,34%)
Conform recensământului din 2001, majoritatea populației localității Sloveatîn era vorbitoare de ucraineană (99,66%), existând în minoritate și vorbitori de alte limbi.